# Adriana Puiggrós
Adriana Victoria Puiggrós (Buenos Aires, 12 de septiembre de 1941) es una pedagoga, escritora y política argentina, que también se desempeñó en México en las décadas de 1970 y 1980, donde obtuvo el doctorado en Pedagogía en la Universidad Nacional Autónoma de México. 
Entre sus principales libros se destacan Imperialismo y Educación en América Latina (1980), La educación popular en América Latina. Orígenes, polémicas y perspectivas (1984), Sujetos, disciplina y curriculum (1990), Imaginación y crisis en la educación latinoamericana (1990) e Historia de la educación en la Argentina (1989-1996_. Desempeñó diversos cargos en la gestión pública. En 1994 fue Convencional Constituyente. Desde 1997 hasta 2001 ejerció el cargo de diputada de la Nación como miembro de la Alianza, y; desde 2007 hasta 2015 en el Frente para la Victoria. Durante el periodo 2005-2007 fue directora general de la Dirección General de Cultura y Educación de la provincia de Buenos Aires. En 2001 ejerció el cargo de secretaria de Estado para la Ciencia, la Tecnología y la Innovación Productiva. Entre desde el 10 de diciembre de 2019 hasta el 19 de agosto de 2020, se desempeñó como secretaria de Educación de la Nación.

## Biografía

### Comienzos
Adriana Puiggrós es Maestra Normal Nacional. Se graduó de profesora y de licenciada en Ciencias de la Educación en la Facultad de Filosofía y Letras de la Universidad de Buenos Aires. Luego obtuvo un máster en Ciencias en la especialidad de educación, del Centro de Investigaciones y Estudios Avanzados (CINVESTAV) del IPN (México) y un doctorado en Pedagogía, Universidad Nacional Autónoma de México (UNAM). Es Doctora Honoris Causa de la Universidad Nacional de La Plata, de la Universidad Nacional de Cuyo, de la Universidad Nacional del Pilar, de la Universidad Nacional de Rio Cuarto y profesora distinguida de la Universidad Nacional de Rosario.
Ha puesto en sus obras un fuerte acento en el rol preponderante de la educación vinculada al trabajo y en la inclusión de los adolescentes y jóvenes en el sistema educativo para mejorar sus condiciones de vida.
Es profesora emérita titular de la Facultad de Filosofía y Letras de la UBA y profesora de la Universidad Pedagógica Nacional. Es asesora de la CTERA y del programa APPeAL (Alternativas pedagógicas y prospectiva educativa en América Latina) en Argentina.
Fue investigadora principal del CONICET (Consejo Nacional de Investigaciones Científicas y Técnicas), desde 1987 hasta 2006; profesora titular regular de la cátedra Historia de la Educación Argentina y Latinoamericana, de la Facultad de Filosofía y Letras de la UBA; investigadora del Instituto de Ciencias de la Educación, Facultad de Filosofía y Letras de la UBA. Profesora de tiempo completo de la FFyL de la Universidad Nacional Autónoma de México desde 1974 hasta 1986.

### Diputada nacional (1997-2001)
En el período 1997-2001 fue diputada nacional, por la Alianza, y se desempeñó como presidenta de la Comisión de Ciencia y Tecnología de la Cámara de Diputados de la Nación.

### Directora de Educación en Buenos Aires (2005-2007)
Cuando era directora general de Cultura y Educación de la provincia de Buenos Aires -DGCyE-(diciembre de 2005 - diciembre de 2007), propició la reforma de la educación secundaria para hacerla obligatoria y de seis años, tal como lo había establecido la Ley de Educación Nacional 26.206/06, así como la realización de una consulta con los sectores vinculados a la educación -especialistas en el tema, docentes, sindicatos, empresas, iglesias y personas en general- que involucró a tres millones de bonaerenses, para elaborar una nueva ley de educación para ese distrito, que concluyó con la sanción de la Ley provincial 13688/07.  
En el marco de diversas políticas para elaborar contenidos y publicaciones educativas, se llevó adelante la primera experiencia en el país, pero que cuenta con antecedentes en México y Chile, de producción de libros de textos escolares por parte del Estado, mediante la licitación de la impresión y distribución, luego de un concurso para seleccionar los contenidos, del cual participaron destacados autores y equipos de diversas Universidades Nacionales y educadores de otras instituciones educativas. Esto hizo posible que miles de alumnos bonaerenses de la escuela secundaria tuvieran acceso, muchos de ellos por primera vez en su vida escolar y en forma gratuita, a los textos imprescindibles para su formación.[cita requerida]
Entre 2005 y 2007, Puiggrós dirigió, como directora general de Cultura y Educación, la publicación educativa de la provincia, Anales de la educación común editada por el Estado provincial, que fuera fundada por el expresidente argentino Domingo F. Sarmiento en 1858, y fue responsable de la publicación de ocho números en esa etapa, que incluyó diversos temas de la agenda educativa contemporánea en artículos y entrevistas en las que participaron autores de todo el mundo. Esta publicación, de la que se imprimieron 30 mil ejemplares de cada título, se distribuyó de manera gratuita en veinte mil establecimientos educativos de la provincia. Dentro de esta línea se publicó también la revista Portal educativo. Ambas publicaciones contaron con edición en papel y digital, entre 2005 y 2007.
También promovió la sanción de la Ley 13552/06, de paritarias docentes y la creación de la primera Universidad Pedagógica del país (Ley 13.511/06).
En esa provincia y dentro del área educativa, Puiggrós se desempeñó como asesora pedagógica del director general de Cultura y Educación de Buenos Aires (2002-2005), y en el nivel nacional ocupó el cargo de secretaria de Estado para la Tecnología, la Ciencia y la Innovación Productiva del Ministerio de Educación de la Nación Argentina, desde el 28 de febrero hasta el 20 de diciembre de 2001.

### Diputada (2007-2015)
Como diputada nacional por la provincia de Buenos Aires, del Frente para la Victoria, presidió la Comisión de Educación de la Cámara de Diputados (2007-2014). 
Fue autora o coautora de más de cuarenta leyes.[cita requerida] Entre los proyectos que presentó, pueden citarse el que modifica la ley de Educación Superior, que prohíbe su arancelamiento y establece la responsabilidad “indelegable y principal” del Estado para con las universidades públicas. El proyecto fue presentado por el Frente para la Victoria y en octubre de 2015 se convirtió en la Ley 27204. La ley establece que sean «las provincias y la Ciudad Autónoma de Buenos Aires las responsables de proveer el financiamiento, la supervisión y fiscalización» de los Institutos de Formación Superior de sus distritos y casa de altos estudios provinciales. Otro de sus proyectos se convirtió en la Ley 24660 "Régimen de Ejecución de la Pena Privativa de la Libertad en materia de educación", varias leyes que establecen como patrimonio histórico las escuelas normales centenarias -Escuela Normal de Dolores, Justo J. de Urquiza de Río Cuarto, J .M. Estrada de Olavarría, J. J. Urquiza, Córdoba, Sarmiento -de la ciudad de Buenos Aires-, entre otras); y la modificación del art. 13 de la Ley 22431, sobre derecho a la educación para personas con discapacidad. Como presidenta y como diputada de la Comisión de Educación fue autora y coautora de los proyectos de ley que fundaron 15 universidades nacionales.

### Viceministra (2019-2020)
Ejerció el cargo de Viceministra del Ministerio de Educación, acompañó al ministro de Educación Nicolás Trotta desde el 10 de diciembre de 2019 hasta su renuncia, el 19 de agosto de 2020. El presidente Alberto Fernández la eligió por su trayectoria en el ámbito educativo como pedagoga, profesora, investigadora del CONICET y autora de libros.

## Vida personal
Su padre fue Rodolfo Puiggrós, intelectual y político, hermana de Sergio Puiggrós asesinado en la ciudad de Buenos Aires el 22 de junio de 1976, por miembros de la Brigada de Asuntos Políticos de la Superintendencia de Seguridad Federal. En matrimonio con el periodista y politólogo Jorge Bernetti.

## Distinciones, becas y premios
- 28 de junio de 2005: Orden Andrés Bello, entregada por el Gobierno de Venezuela.
- 2004: Premio Andrés Bello, de Memoria y Pensamiento Iberoamericano, por el ensayo "De Simón Rodríguez a Paulo Freire. Educación para la integración latinoamericana”. CAB (Convenio Andrés Bello). Bogotá (Colombia).
- 4 de junio de 1991: recibió la beca de la John Simon Guggenheim Memorial Foundation. Tema: "Educación y cultura política en el nacionalismo popular argentino".
- Septiembre de 1996: Fue distinguida con la «mención especial a las personas destacadas en Humanidades en la última década» de la Fundación Konex, en la rama Educación.
- Octubre de 1998: recibió el premio “Vida, obra y persona” en la Sociedad Científica Argentina, por la Fundación Internacional Cataldi Amatriain.
- octubre de 2002: recibió la Ordem do Infante D. Henrique en el grado de Gran Oficial del Gobierno de la República de Portugal.
- 5 de diciembre de 1983: recibió la mención honorífica de la Universidad Nacional Autónoma de México con el grado de Doctora en Pedagogía.
- diciembre de 1991: recibió la distinción del Gobierno de la provincia de Buenos Aires, por su colaboración en el proyecto de Consejos de Escuelas.
- 24 de abril de 1992: con el trabajo "José María Torres, maestro de generaciones argentinas", co-participó del premio ensayo en el concurso "V Centenario del Descubrimiento de América", de la Diputación Provincial de Sevilla, otorgado al libro: Biagini H. (coord.) El redescubrimiento de América. La inteligencia española en el París americano.
- Participó del Premio al Mejor Proyecto de Investigación en Educación 1991, otorgado por la Escuela Nacional de Estudios.
- Profesionales, Zaragoza, (UNAM), al proyecto "El currículum universitario ante los retos del siglo XXI", presentado conjuntamente por el Centro de Estudios sobre la Universidad de la UNAM; la Universidad de Loja, Ecuador, y la Facultad de Ciencias de la Educación de la Universidad Nacional de Entre Ríos. Era asesora general de dicho proyecto.
- Recibió el Premio a la Producción Científica y Tecnológica de la UBA en 1992, 1993, 1994 y 1995 por resolución del Consejo Superior
- Recibió la distinción de Visitante Ilustre de la Universidad Nacional de Tucumán, el 10 de octubre de 1994
- Fue distinguida con la mención especial en el Concurso Premio VI Jornadas de Educación al libro edición 1995, en la 22.ª Exposición Feria Internacional de Buenos Aires. El Libro del Autor al Lector, por la dirección de "Discursos pedagógicos e imaginario social en el peronismo. 1945-1955", Tomo VI de la obra Historia de la Educación en la Argentina.
- En diciembre de 1999, recibió el premio “Lobo de Mar” del Círculo de Periodistas marplatenses, en reconocimiento a su labor en área de Pedagogía.
- Premio Democracia del Centro Cultural Caras y Caretas.[19]
- 2022: Primer Premio Nacional Ensayo Pedagógico, por el ensayo "Adiós Sarmiento. Educación pública, iglesia y mercado", Ministerio de Cultura (Argentina).[20]

## Publicaciones

### Libros de su autoría
1. Imperialismo y educación en América Latina. México: Nueva Imagen, 1980, 247 págs. (siete ediciones) séptima edición agotada. Octava y primera argentina en prensa en Paidós con un postcriptum de 50 págs. y el título "Neoliberalism and Education in Latin America". Novena edición y primera norteamericana, Westview, Press, USA. 1999. CRN y CRI
2. La educación popular en América Latina. México, Nueva Imagen, 1984, 340 págs. (dos ediciones). 3.ª edición Miño y Dávila, Colección Instituto Paulo Freire, Buenos Aires: 1997.
3. Democracia y autoritarismo en la educación argentina y latinoamericana. Buenos Aires: Galerna, 1986, 1991 (dos ediciones) 267 págs. y México: GV Editores, 1989.
4. Discusiones sobre educación y política. Buenos Aires: Galerna, 1987. 153 págs.
5. Imaginación y crisis en la educación latinoamericana. Alianza Editorial México/Centro Nacional para la Cultura y las Artes, 1990, 190 págs. 12.000 ejemplares. 2.ª edición y 1.ª argentina, AIQUE, 1994. CR, CRI
6. América Latina: crisis y prospectivas de la educación. Buenos Aires: Aique, 1990. 47 págs.
7. Crisis y educación popular ATE. Buenos Aires, 1992, 26 págs.
8. Sujetos, disciplina y currículum, en los orígenes del sistema educativo argentino. Tomo 1 de la "Historia de la Educación Argentina". Buenos Aires: Galerna, 1990, 371 págs.RN
9. Universidad, proyecto generacional e imaginario pedagógico, Paidós, 1993, 135 págs.
10. La educación de nuestros hijos y el futuro, IMFC, 1994, 7.000 ejemplares, 125 págs.
11. Volver a Educar. El desafío de la enseñanza argentina a finales del siglo XX. Buenos Aires: Ariel, 1995, 254 págs.. Edición brasilera en Agir Ed., 1997.
12. Qué pasó en la educación argentina. De la conquista al menemismo. Buenos Aires: Kapelusz, 1996. 159 págs.
13. La otra Reforma. Desde la educación menemista al fin de siglo, Ed. Galerna, 189 págs., 1997.
14. Educar, entre el acuerdo y la libertad. Buenos Aires: Planeta, 1999. 233 pag.
15. Neoliberalism and Education in Latin America, introducción de Peter Mclaren y Gustavo Fischman. Westview Press, USA, 2000, CRI.
16. El lugar del saber. Buenos Aires: Galerna, 2003.
17. De Simón Rodríguez a Paulo Freire, Educación para la Integración Iberoamericana, editado por la Organización Internacional Convenio Andrés Bello, CAB, 128 pags., Bogotá, Colombia, 2005. Además, la República Bolivariana de Venezuela adquirió 5000 ejemplares y los distribuyó entre los docentes de dicho país.
18. Carta a los Educadores del siglo XXI, Adriana Puiggrós y colaboradores, Galerna, Buenos Aires, 2007.
19. La Tremenda sugestión de pensar que no es posible. Luchas por una democracia educativa (1995-2010), Galerna, Buenos Aires, 2010.
20. Rodolfo Puiggrós. Retrato familiar de un intelectual militante, Aguilar-Altea-Taurus-Alfaguara, Buenos Aires, 2010.
21. “El inspector Ratier y los maestros de tierra adentro”. Galerna, Buenos Aires, 2012
22. “Rosarito: Un policial pedagógico”, Biblioteca Adriana Puiggrós, Colihue, Buenos Aires, 2015
23. Adiós Sarmiento. Biblioteca Adriana Puiggrós.  Colihue. Buenos Aires. 2016, libro por el cual recibió el Premio Nacional de Ensayo en Educación, del Ministerio de Cultura de la Nación, 2022.
24. Luchas por una democracia educativa(1995-2018), Galerna, 2019
25. La Escuela, plataforma de la Patria, Clacso/UNIPE, 2019

### Libros en colaboración
1. "La sociología de la educación en Baudelot y Establet", en Torres y González Rivero (compilador): Sociología de la educación. México: CEE, 1980. CRI.
2. Gómez Sollano; Puiggrós, A. Antología: La educación popular en América Latina (2 tomos). México: SEP El Caballito, 1986. CRI.
3. Podemos imaginar en la Argentina, en varios autores: Educación argentina. Tandil: Universidad Nacional del Centro de la Provincia de Buenos Aires, 1987.
4. Puiggrós, A., Balduzzi, J., Hacia una pedagogía de la imaginación en América Latina. Buenos Aires: Contrapunto, 1988.
5. «La mujer como sujeto de los textos pedagógicos argentinos»; en Mujer y escritura. Buenos Aires: Puro Cuento, 1989.
6. “Apuntes para la evaluación del Congreso Pedagógico”, en De Lella, Krostch. Congreso Pedagógico Nacional. Buenos Aires: Sudamericana, 1989.
7. Puiggrós, Adriana: «Condiciones de la crisis en la educación latinoamericana», en Aguilar y otros, La modernización educativa y el nuevo contexto internacional. México: SNTE, 1991.
8. Puiggrós Adriana (dirección e introducción), Carli, De Luca, Gandulfo, Gagliano, Iglesias, Marengo, Rodríguez, Terigi, "Sociedad civil y Estado en los orígenes del sistema educativo argentino", Tomo 2 de la Historia de la educación en la Argentina. Buenos Aires: Galerna, 1991. 361 págs. RN.
9. Puiggrós Adriana (dirección, introducción y coautoría), Carli, Gagliano, Puiggrós, Rodríguez, Ziperovich, "Escuela, democracia y orden (1916-1943)", tomo 3 de la Historia de la Educación en la Argentina, Galerna, 1992, 341 págs. Trabajo de Adriana Puiggrós págs. 7-99 RN
10. Puiggrós Adriana (dirección), Ossanna E.-Puiggrós A. (co-coordinación del tomo). "Historia de la educación en las provincias y territorios nacionales (1885-1945)". Tomo IV de la Historia de la Educación en la Argentina. Buenos Aires: Galerna, 1993, 550 págs. RN.
11. Puiggrós, A. (dirección), Bernetti J. L., Puiggrós A.: "Peronismo: Cultura política y educación (1943-1952)", Tomo V de la Historia de la Educación Argentina. Buenos Aires: Galerna, 1993, 355 págs. RN.
12. Puiggrós, A.: Gómez Sollano, M. (co-coordinación y autoría de varios trabajos), "Alternativas pedagógicas, sujetos y prospectiva en la Educación Latinoamericana", Memoria de un encuentro, UNAM, México, 1992, 237 págs. CRI
13. Puiggrós, A.: Gertussi, G. Ciavatta Franco, M. A. (org.) Estudos comparados e educação na America Latina. Brasil: Livros do Tatu, 1993; Buenos Aires: Cortez, 1993. Págs. 91–136. RI.
14. Puiggrós, A.: «A mí, ¿para qué me sirve la escuela?», en Daniel Filmus (compilador): Para qué sirve la escuela. Argentina, Brasil, Colombia, etc.: Norma (Tesis), 1993.
15. Puiggrós, A.: "Historia y prospectiva de la educación popular latinoamericana", en Moacir Gadotti: Educação popular, utopía latino-americana. Brasil: Cortez Ed., 1994. CRI.
16. Gómez Sollano, M.; Puiggrós A.: “Presupuestos y campos de problematización en la historia de la educación latinoamericana”, en J. Vázquez, y P. Gonzalbo: La enseñanza de la historia. México: Interamer, 1994. CRI.
17. Puiggrós, A, y P. Krostch: Universidad y evaluación. Estado de un debate, Buenos Aires: Rei\Aique, 1994. RN.
18. Puiggrós, A. "La Educación Primero", en Carlos Auyero, Eduardo Josami y otros, Cómo gobernará el Frente Grande, Ed. La Urraca, Buenos Aires, 1994.
19. Puiggrós, Adriana, "Modernidad, postmodernidad y educación en América Latina", en Alicia de Alba (compil) Posmodernidad y educación, CESU-UNAM, México, 1995. CRI.
20. Lozano Seijas, Claudio; Puiggrós, Adriana (compiladores): Historia de la educación en Iberoamérica, México: GV Ediciones. Buenos Aires: Miño y Dávila, 1995, tomo I, 320 págs; tomo II en prensa. CRI.
21. Puiggrós, Adriana (dirección). “Discursos pedagógicos e imaginario social en el peronismo” (1945- 1955), Tomo VI de la Historia de la Educación en la Argentina. Buenos Aires: Galerna, 1995. 308 págs. RN.
22. Puiggrós, Adriana, "Presencias y ausencias en la historiografía pedagógica latinoamericana", en Héctor Rubén Cucuzza (comp.) Historia de la Educación en debate. Buenos Aires: Miño y Dávila, 1996. RN.
23. Puiggrós, Adriana: «Educación neoliberal y quiebre educativo», en Revista Nueva Sociedad, n.º 146. Caracas, nov-dic 1996. RI
24. Puiggrós Adriana (dirección), Ossanna E.-Puiggrós A. (co-coordinación del tomo). “Historia de la educación en las provincias argentinas”. (1945-1983).Tomo VII de la "Historia de la Educación en la Argentina". Buenos Aires: Galerna, 1997. RN.
25. Puiggrós Adriana (dirección, coordinación de la investigación y texto central): Dictaduras y utopías en la historia reciente de la educación argentina (1955-1983). Tomo VIII de la Historia de la educación en la Argentina. Buenos Aires: Galerna, 1997. RN.
26. Torres, C. A., Puiggrós, A.: Latin American Education, Comparative Perspectives. Estados Unidos: Westview Press, 1997. CRI.
27. Puiggrós, Adriana: “Paulo Freire e os novos imaginários pedagógicos latino-americanos”, en Michael Apple, Antonio Novoa(org.), Paulo Freire, política e pedagogía. Oporto (Portugal): Porto Ed., 1998, CRI.
28. Puiggrós, Adriana, Educación neoliberal y alternativas, en Alcántara Santuario; Pozas; Horcasitas; Torres: Educación, democracia y desarrollo en el fin del milenio. México: Siglo XXI, 1998. CRI
29. Puiggrós, Adriana y otros, En los límites de la educación. Niños y jóvenes del fin de siglo. Buenos Aires: Homo Sapiens, 1999. 212 pág.
30. Maffei, Duprat, Puiggrós y otros. Educación y modelo de sociedad. Reflexiones desde la carpa blanca. Mendoza (Argentina): Diógenes, 1999.
31. Puiggrós, Adriana. "Paulo Freire do ponto de vista da interdisciplinariedade", en Streck Danilo R. y otros. Paulo freire. Etica, utopia e educacao. Brasil: Editora Vozes, 1999. CRI.
32. Puiggrós, Adriana: un capítulo en Albino Gómez: Por qué volvieron. Buenos Aires: Homo Sapiens, 1999.
33. Puiggrós, Adriana: “World Bank education policy: market liberalism meets ideological conservatism», en Vicente Navarro (compilador): The political economy of social inequalities. Consequences for health and quality of life. Nueva York: Baywood, 2000. CRI.
34. Puiggrós, Adriana: «La universidad del 73»; en Agresti y otros: A 25 años del golpe. Buenos Aires: UBA/Página 12, 2000.
35. Puiggrós, Adriana: “Latin american political, cultural, and educational changes at the end of the millennium”, en Michael Richards, Pradip N. Thomas, y Zaharon Naim: Communication and development: the freirean connection. Cresskill (Nueva Jersey): Hampton Press, 2001, CRI.
36. Educación, liberalismo y neoliberalismo en América Latina. El caso de Argentina, en HeCNRy Giroux. Compilación. USA(en prensa) CRI
37. Puigggrós A., "Educación y poder: los desafíos del próximo siglo". en Carlos Alberto Torres (compilador): Paulo Freire y la agenda latinoamericana en el siglo XXI. Buenos Aires: Clacso, 2001. CRI
38. Introducción al Estado del conocimiento en el área de epistemología, campo y teoría de la educación. México: Comisión Mexicana de Investigadores en Educación (COMIE), 2002. CRI.
39. «Retos de la universidad argentina»; en Dussel y otros. Buenos Aires: FCE-Flacso, 2003.
40. La fábrica del conocimiento. Buenos Aires: Homo Sapiens, 2004.
41. Puiggrós Adriana (dirección), Rodríguez Lidia (coordinación). Saberes: reflexiones, experiencias y debates. 1a ed. - Buenos Aires: Galerna, 2009. ISBN 978-950-556-554-2